# 5 Performer-Z
『5 Performer-Z』（ファイブ パフォーマーズ）は、A.B.C-Zの4作目のスタジオ・アルバムで2017年6月21日にリリース。

## 概要
「音楽に基づくパフォーマンス」と「ユーモアで魅せるパフォーマンス」の二面性をフィーチャーした作品。初回限定盤のKIWAMI盤は「音楽的パフォーマンスの極み」を、TAKUMI盤では「巧みなバラエティパフォーマンス」をクローズアップしている。
リード曲は「テレパシーOne! Two!」で、KIWAMI盤の付属DVDに収録されているMusic Clipの振付はダンサーのTAKAHIROが担当している。

## 収録曲

### CD
※「Lily-White」以降、通常盤のみ収録。
1. テレパシーOne! Two!
作詞：上中丈弥、作曲：Victor Sagfors / Ricky Hanley、編曲：CHOKKAKU
  - 本作のリードトラック
2. ドキナツ2017
作詞：A.B.C-Z、作曲：Victor Sagfors / Daniel Fagerudd、編曲：生田真心
3. Endless Summer Magic
作詞：岩里祐穂、作曲：KEN for 2SOUL MUSIC, Inc / Kyte / David Amber、編曲：石塚知生
4. Whippy
作詞：松井五郎、作曲：mikito、編曲：岩田雅之
5. Love To Love You - 橋本良亮
作詞：MiNE、作曲：MiNE / Atsushi Shimada / Tommy Clint、編曲：Atsushi Shimada
6. Mr.Dream - 五関晃一
作詞・作曲：ヒロイズム / ファンタジ、編曲：佐々木裕
7. OTAGAI☆SUMMER! - 河合郁人
作詞：Micro、作曲：Micro / SawaCreaM / 新田雄一、編曲：Micro / SawaCreaM / Nagacho / 新田雄一
8. アツあつ!? 夏フェス☆!! - 塚田僚一
作詞・作曲：前山田健一、編曲：原田ナオ
9. Dolphin - 戸塚祥太
作詞：戸塚祥太、作曲：戸塚祥太 / 清水哲平、編曲：清水哲平
10. Fire in Love
作詞・作曲：坂室賢一 / 押田誠、編曲：鈴木雅也
11. Glory Days
作詞：Komei Kobayashi、作曲：Didrik Thott / Sebastian Thott / Andreas Oberg、編曲：Sebastian Thott
12. Reboot!!!
作詞：MiN/ 春和文、作曲：mikito、編曲：鈴木Daichi秀行
  - 3rdCDシングル
13. Lily-White
作詞・作曲・編曲：井手コウジ
14. All My Everything
作詞：ma-saya、作曲：川島隆寛、編曲：佐々木博史

### DVD

#### 初回限定KIWAMI盤

##### Disc 1
1. 「テレパシーOne! Two!」Music Clip
2. 「テレパシーOne! Two!」Dance Clip
3. Making of Jacket Shooting &「テレパシーOne! Two!」Music Clip

##### Disc 2
1. Creative Sping Day 〜僕らのアルバムづくり クリハル 2017〜

#### 初回限定TAKUMI盤
1. A.B.C-Zの「エビ-1 グランプリ」〜「パフォーマンス」で目立ってないメンバーは誰だ!?〜
2. A.B.C-Zの「5つ星台湾日記」

### 特典CD「STATION A.B.C-Z」
※初回限定TAKUMI盤のみ
- 各メンバーのセルフプロデュースによる架空のラジオ番組[2]

1. 五関晃一「五関タイム」
2. 戸塚祥太「炸裂する意思の躍動」
3. 河合郁人「ふみト〜ク!!」
4. 橋本良亮「はしもとりょうすけって自由よね」
5. 塚田僚一「塚ちゃんの全力アイドル」